# Garance Rigaud
Garance Ariette Ouiza Rigaud (11 de diciembre de 1999) es una deportista francesa que compite en halterofilia. Ganó una medalla de oro en el Campeonato Europeo de Halterofilia de 2025, en la categoría de 55 kg.

## Palmarés internacional
| Campeonato Europeo | Campeonato Europeo  | Campeonato Europeo | Campeonato Europeo |
| Año                | Lugar               | Medalla            | Categoría          |
| ------------------ | ------------------- | ------------------ | ------------------ |
| 2025               | Chisináu (Moldavia) | Medalla de oro     | 55 kg              |